# Elite Ice Hockey League 2003/04
Die Saison 2003/04 war die erste Spielzeit der Elite Ice Hockey League, der höchsten britischen Eishockeyspielklasse. Diese ersetzte die im Vorjahr aufgelöste Ice Hockey Superleague. Erster der regulären Saison und somit Britischer Meister wurden die Sheffield Steelers, die sich ebenfalls in den Playoffs durchsetzten.

## Modus
In der Regulären Saison absolvierte jede der acht Mannschaften insgesamt 56 Spiele. Der Erstplatzierte wurde Britischer Meister. Die sechs bestplatzierten Mannschaften qualifizierten sich für die Playoff-Zwischenrunde, in der sie in zwei Gruppen zu je drei Mannschaften aufgeteilt wurden. Dort trafen die Mannschaften gegen jeden Gruppengegner in Hin- und Rückspiel, woraufhin sich die beiden erstplatzierten jeder Gruppe für das Playoff-Halbfinale qualifizierten. Für einen Sieg nach regulärer Spielzeit und nach Overtime erhielt jede Mannschaft zwei Punkte, für ein Unentschieden und eine Niederlage nach Overtime einen Punkt und für eine Niederlage nach der regulären Spielzeit null Punkte.

## Reguläre Saison

### Tabelle
|    | Klub                | Sp | S  | OTS | U | OTN | N  | Tore    | Punkte |
| -- | ------------------- | -- | -- | --- | - | --- | -- | ------- | ------ |
| 1. | Sheffield Steelers  | 56 | 41 | 3   | 3 | 1   | 8  | 214:109 | 92     |
| 2. | Nottingham Panthers | 56 | 33 | 1   | 6 | 2   | 14 | 209:158 | 76     |
| 3. | Coventry Blaze      | 56 | 25 | 4   | 7 | 0   | 20 | 186:156 | 65     |
| 4. | Belfast Giants      | 56 | 26 | 1   | 7 | 1   | 21 | 218:185 | 62     |
| 5. | Cardiff Devils      | 56 | 23 | 0   | 6 | 3   | 24 | 155:163 | 55     |
| 6. | Manchester Phoenix  | 56 | 20 | 2   | 8 | 1   | 25 | 140:155 | 53     |
| 7. | Basingstoke Bison   | 56 | 19 | 1   | 5 | 3   | 28 | 146:195 | 48     |
| 8. | London Racers       | 56 | 2  | 1   | 2 | 2   | 49 | 106:253 | 10     |

Sp = Spiele, S = Siege, U = Unentschieden, N = Niederlagen, OTS = Overtime-Siege, OTN = Overtime-Niederlage, SOS = Penalty-Siege, SON = Penalty-Niederlage

## Playoffs

### Gruppe A
|    | Klub               | Sp | S | OTS | U | OTN | N | Tore  | Punkte |
| -- | ------------------ | -- | - | --- | - | --- | - | ----- | ------ |
| 1. | Sheffield Steelers | 4  | 2 | 0   | 2 | 0   | 0 | 11:05 | 6      |
| 2. | Manchester Phoenix | 4  | 2 | 0   | 1 | 0   | 1 | 06:06 | 5      |
| 3. | Belfast Giants     | 4  | 0 | 0   | 1 | 0   | 3 | 05:11 | 1      |

Sp = Spiele, S = Siege, U = Unentschieden, N = Niederlagen, OTS = Overtime-Siege, OTN = Overtime-Niederlage, SOS = Penalty-Siege, SON = Penalty-Niederlage

### Gruppe B
|    | Klub                | Sp | S | OTS | U | OTN | N | Tore  | Punkte |
| -- | ------------------- | -- | - | --- | - | --- | - | ----- | ------ |
| 1. | Nottingham Panthers | 4  | 3 | 0   | 0 | 0   | 1 | 12:06 | 6      |
| 2. | Cardiff Devils      | 4  | 3 | 0   | 0 | 0   | 1 | 12:08 | 6      |
| 3. | Coventry Blaze      | 4  | 0 | 0   | 0 | 0   | 4 | 10:20 | 0      |

Sp = Spiele, S = Siege, U = Unentschieden, N = Niederlagen, OTS = Overtime-Siege, OTN = Overtime-Niederlage, SOS = Penalty-Siege, SON = Penalty-Niederlage

### Halbfinale
- Sheffield Steelers – Cardiff Devils 2:0
- Nottingham Panthers – Manchester Phoenix 6:1

### Finale
- Nottingham Panthers – Sheffield Steelers 1:2